# Huy Kanthoul
Huy Kanthoul (Nom Pen, 1 de fevereiro de 1909 - Paris, 13 de setembro de 1991), foi um político cambojano, membro do Partido Democrata e Primeiro Ministro do Camboja entre 1951 e 1952. Ele chegou ao poder depois que seu partido triunfou por uma grande maioria nas eleições gerais de 1951 e foi deposto em 16 de junho de 1952, quando o rei Norodom Sihanouk executou um golpe para levar o Partido Liberal da oposição ao poder. Embora o governo dos democratas tenha concluído em 1955, o governo de Kanthoul foi o último em que as liberdades políticas foram respeitadas, com o fim do regime de Sangkum. Após sua queda, Kanthoul foi exilado para a vida na França, onde morreu em 1991. 